# Гајко (Асколи Пичено)
Гајко (итал. Gaico) насеље је у Италији у округу Асколи Пичено, региону Марке.
Према процени из 2011. у насељу је живело 17 становника. Насеље се налази на надморској висини од 731 м.